# Lars Törner
Lars Andersson Törner, född 1630 i Skänninge, Östergötlands län, död 22 december 1693 i Skänninge, Östergötlands län, var borgare och rådman i Skänninge stad. Han upptog släktnamnet Törner. I Skänninge kyrka finns en tavla på ett släktträd där han är nämnd.

## Biografi
Törner föddes omkring 1630 i Skänninge. Han var son till borgaren Anders Törnesson och Elin Törner. Törner blev 13 maj 1680 rådman i Skänninge stad. Törner avled 22 december 1693 i Skänninge.

### Familj
Törner gifte sig 25 november 1660 med Elin Thoresdotter Bothelia (1643-1711). Hon var dotter till rådmannen Thore Andersson och Karin Persdotter. De fick tillsammans barnen Brita Törner (född 1662), professorn Fabian Törner (1666-1731) vid Uppsala universitet, Anna Törner (1668-1711), Lars Törner (1670-1710), lektorn Johan Törner (1672-1728) vid Linköpings gymnasium, Katarina Törner (född 1675), Maria Törner (född 1677), Tore Törner (född 1678), kyrkoherden Daniel Törner (1680-1734) i Frinnaryds församling, lektorn Anders Törner (1664–1730) vid Linköpings gymnasium och konstnären Samuel Törner (1683-1748).